# Brill Engine Works
Brill Engine Works war ein US-amerikanisches Unternehmen.

## Unternehmensgeschichte
Edward Brill leitete das Unternehmen mit Sitz in Appleton in Wisconsin. Er stellte hauptsächlich Motoren her. Außerdem entstanden 1909 einige Automobile, die Käufer aus der näheren Umgebung in Auftrag gegeben hatten. Der Markenname lautete Brill. Es ist nicht bekannt, wann das Unternehmen aufgelöst wurde.